# اچ‌ام‌اس داس (پی۲۲۴)
اچ‌ام‌اس داس (پی۲۲۴) (به انگلیسی: HMS Sickle (P224)) یک زیردریایی بود که طول آن ۲۱۷ فوت (۶۶ متر) بود. این زیردریایی در سال ۱۹۴۲ ساخته شد.